# DierenPark Amersfoort
Koordinaten: 52° 9′ 6,7″ N, 5° 20′ 51,6″ O

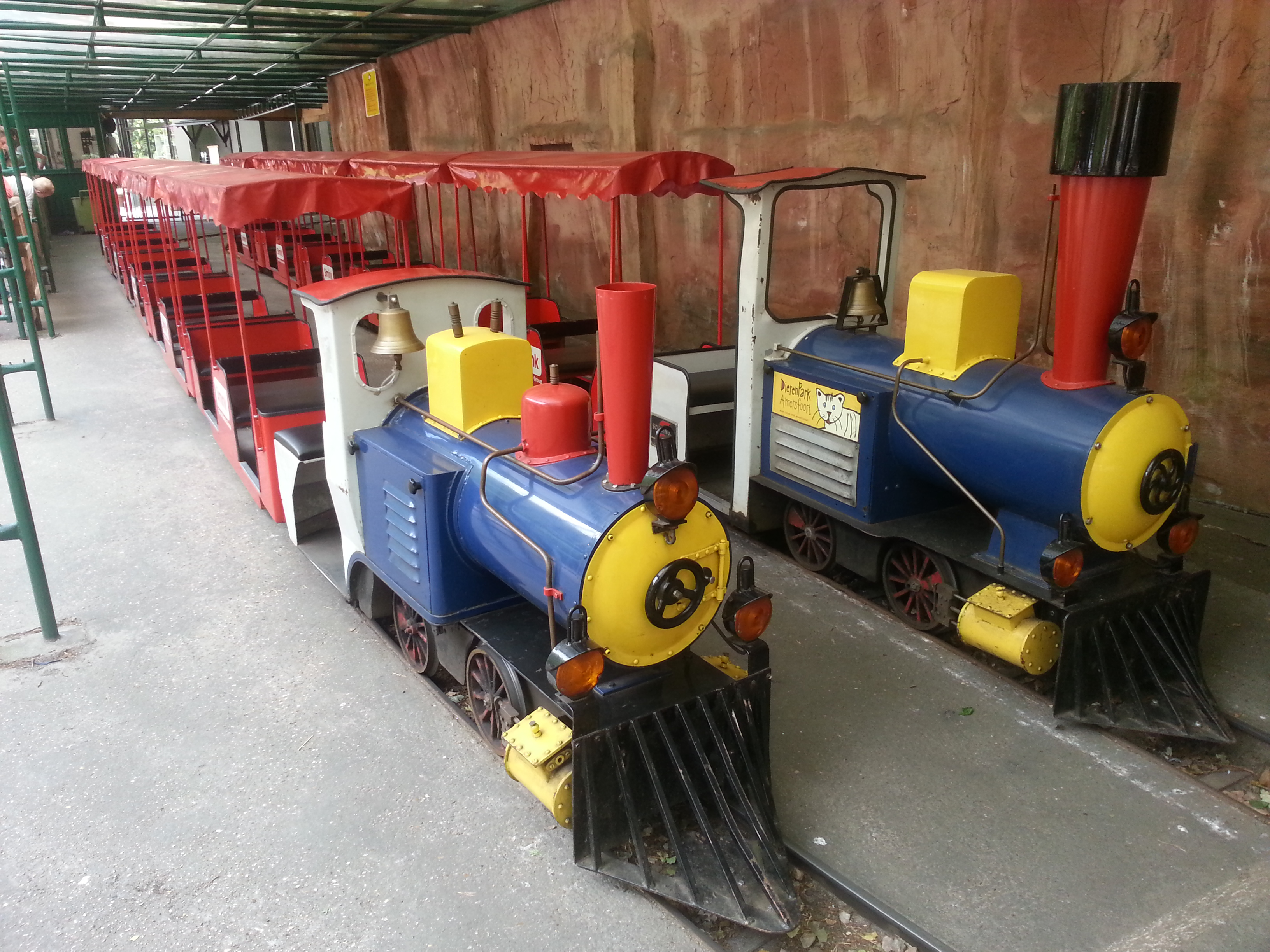
Schmalspurbahn Berenboemel

Der DierenPark Amersfoort ist ein Zoologischer Garten, der sich am Westrand der Stadt Amersfoort in der niederländischen Provinz Utrecht befindet. Die Stadt Utrecht liegt in einer Entfernung von rund 15 Kilometern im Südwesten. Apeldoorn ist etwa 45 Kilometer in östlicher Richtung entfernt. Der Park ist bei der European Association of Zoos and Aquaria (EAZA) sowie der Nederlandse Vereniging van Dierentuinen (NVD) akkreditiert. 2022 besuchten rund 800.000 Gäste den Zoo.

## Geschichte
Vor und während des Zweiten Weltkriegs war das Ehepaar Wim und Jo Tertoolen im Wassarenar Zoo (ein Tierpark, der nicht mehr existiert) beschäftigt. Aufgrund ihrer Begeisterung für die Tierwelt beschlossen sie gemeinsam mit dem Tierfachmann Piet Knoester, selbst einen Zoo zu gründen, der dann am 22. Mai 1948 im Birkhoven-Wald in Amersfoort eröffnet wurde. Seitdem wird der Zoo in mehreren Generationen privat geführt. Während des Eröffnungsjahres wurden lediglich einige Vögel, ein Kamel, ein Mandrill und ein Kragenbär gezeigt. Später folgten weitere Tiere. Ab Mitte der 1950er Jahre wurden auch Löwen und Elefanten, ab 1961 Schimpansen gehalten und der Tierpark erfreute sich großer Beliebtheit bei der Bevölkerung. Selbst die niederländische Königin Juliana besuchte den Zoo regelmäßig mit ihrem Enkel Willem-Alexander.
Es ist ein besonderes Anliegen des DierenPark Amersfoort, Kinder mit der vielfältigen Tierwelt vertraut zu machen. So können Kinder von Klettergerüsten und Hängebrücken aus die Tiere besichtigen. Von frei fliegenden Haussperlingen bis zu brütenden Gänsegeiern sowie von der Gold-Stachelmaus (Acomys russatus) bis zu Großkatzen und Indischen Elefanten kann ein breites Spektrum von Tierarten in allen Größen im Tierpark beobachtet werden.
Im Jahr 2023 wurde der 75. Geburtstag des DierenPark Amersfoort festlich begangen.

## Anlagenkonzept
Auf dem ca. 20 Hektar großen Gelände befinden sich Anlagen für Säugetiere, Vögel, Reptilien, Amphibien, Fische und Wirbellose. Der Tierpark ist in mehrere Bereiche untergliedert. Die größte Freianlage ist ein steppenartiges Gelände, das mit Giraffen, Zebras und verschiedenen Antilopenarten besetzt ist. Primaten sind überwiegend auf kleinen Inseln untergebracht. Ein 1988 auf einer Wasserfläche verankertes, Ark (Arche, nach der Arche Noah) genanntes Schiff wurde in ein Noctarium, in dem nachtaktive Tiere besichtigt werden können, umgewandelt. Dort sind außerdem ausgestopfte Tiere in einem kleinen Museum sowie Wirbellose in einem Insektarium zu sehen. Ein Japanischer Garten ist im japanischen Stil mit der entsprechenden Architektur, Vegetation und Fauna ausgestattet. Er enthält u. a. Bonsai-Bäume, einen Wasserfall und Kois. Auf dem Gelände gibt es auch einen Kinderzoo, einen kleinen Bauernhof mit Haustieren und einen Kinderspielplatz mit einem  Karussell. Außerdem befinden sich im Tierpark Informationseinrichtungen sowie Andenkenläden und Restaurants. Seit 1968 kann ein Teilbereich mit einer Berenboemel genannten Schmalspureisenbahn befahren werden.
Die Parkleitung ist bestrebt, den Baumbestand auf dem Gelände zu erhalten. Viele Bäume wurden zur Eröffnung des Parks neu angepflanzt und haben im Laufe der Jahre eine stattliche Größe erreicht. Die Bäume sind auch Lebensraum für viele frei lebende Arten, beispielsweise Singvögel, Insekten und Eichhörnchen.

## Dinosaurierpark
Unter dem Namen Dinobos wurde 2007 auf dem nördlichen Gelände des Tierparks eine Ausstellung mit lebensgroßen Dinosaurierskulpturen in Betrieb genommen. Die größte Skulptur mit einer Länge von 24 Metern ist die Nachbildung eines Brachiosaurus. Zu den gezeigten Skulpturen zählen außerdem ein Tyrannosaurus, ein Triceratops, ein Stegosaurus sowie ein Diplodocus. Der Dinosaurierbereich wurde im Jahr 2022 grundlegend überarbeitet.

## Arterhaltungs- und Zuchtprogramme
In Zusammenarbeit mit der European Association of Zoos and Aquaria (EAZA), dem Europäischen Erhaltungszuchtprogramm (EEP) und weiterer Naturschutzorganisationen beteiligt sich der DierenPark Amersfoort an verschiedenen Arterhaltungs- und Zuchtprogrammen. Neben dem Schutz von Tierarten wird auch auf die Erhaltung der Flora im Tierpark Wert gelegt.

## Galerie
Die nachfolgende Bildauswahl zeigt einige Tiere aus dem Bestand des DierenPark Amersfoort:

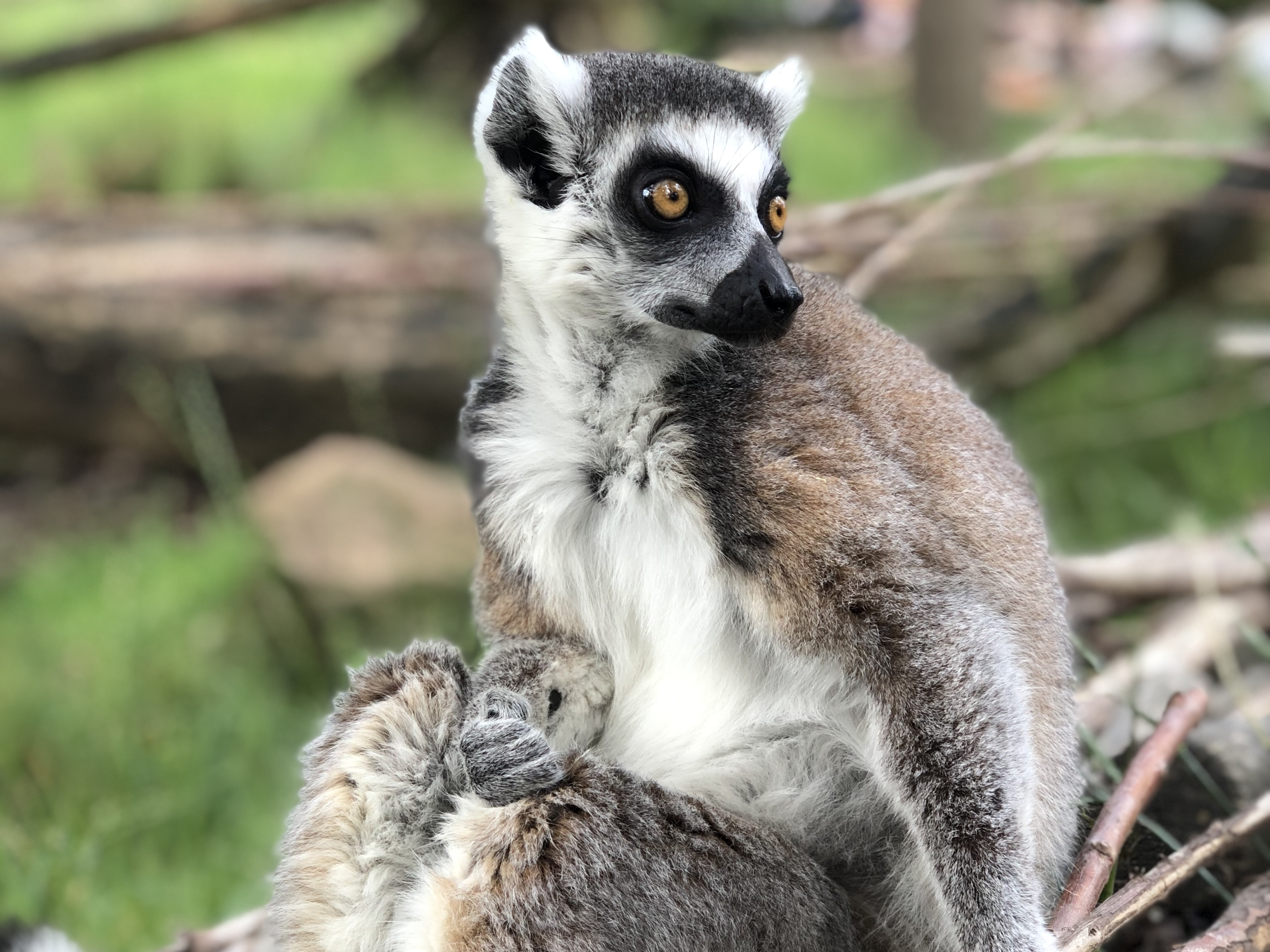
Katta
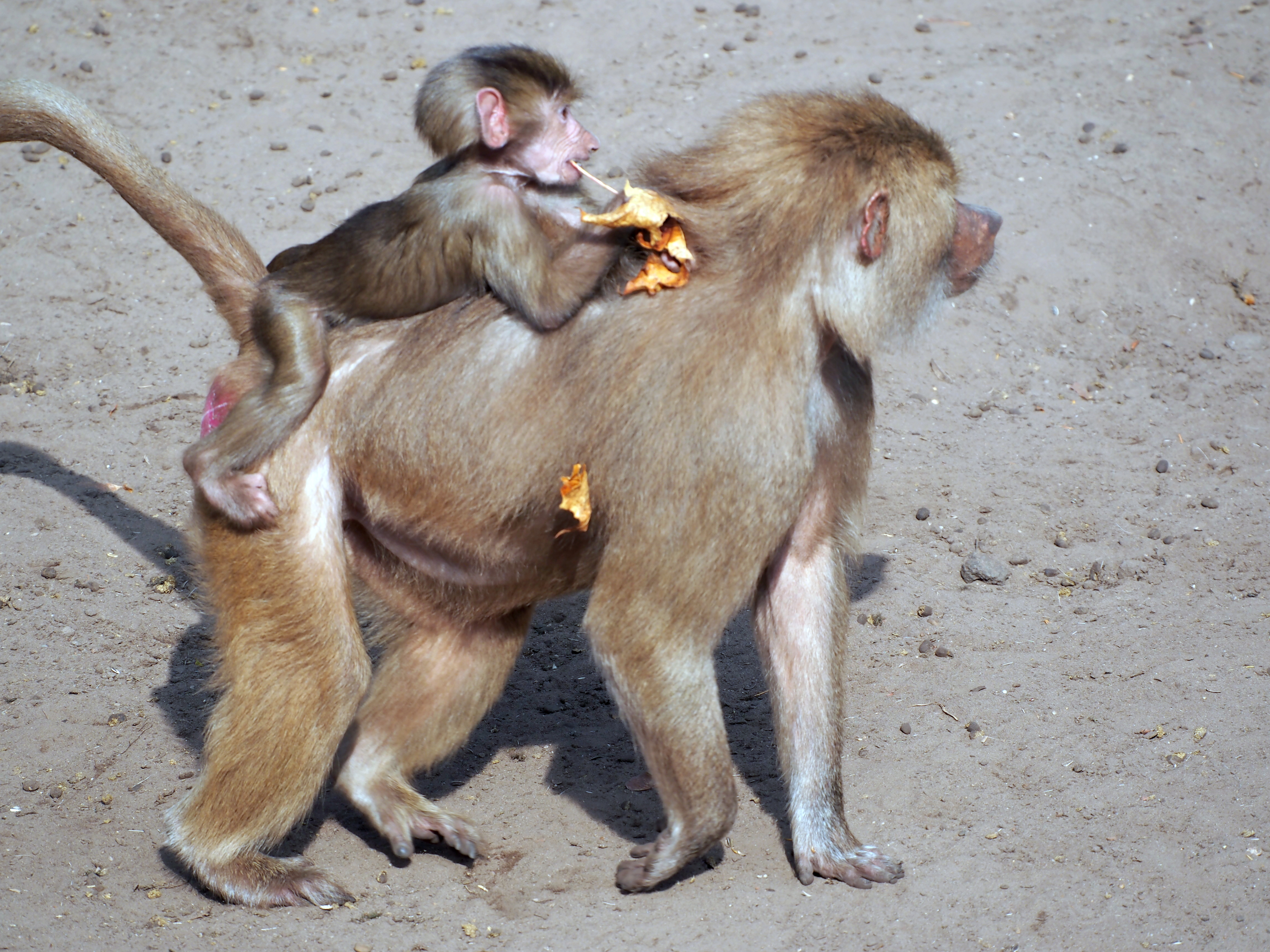
Mantelpavian mit Jungtier
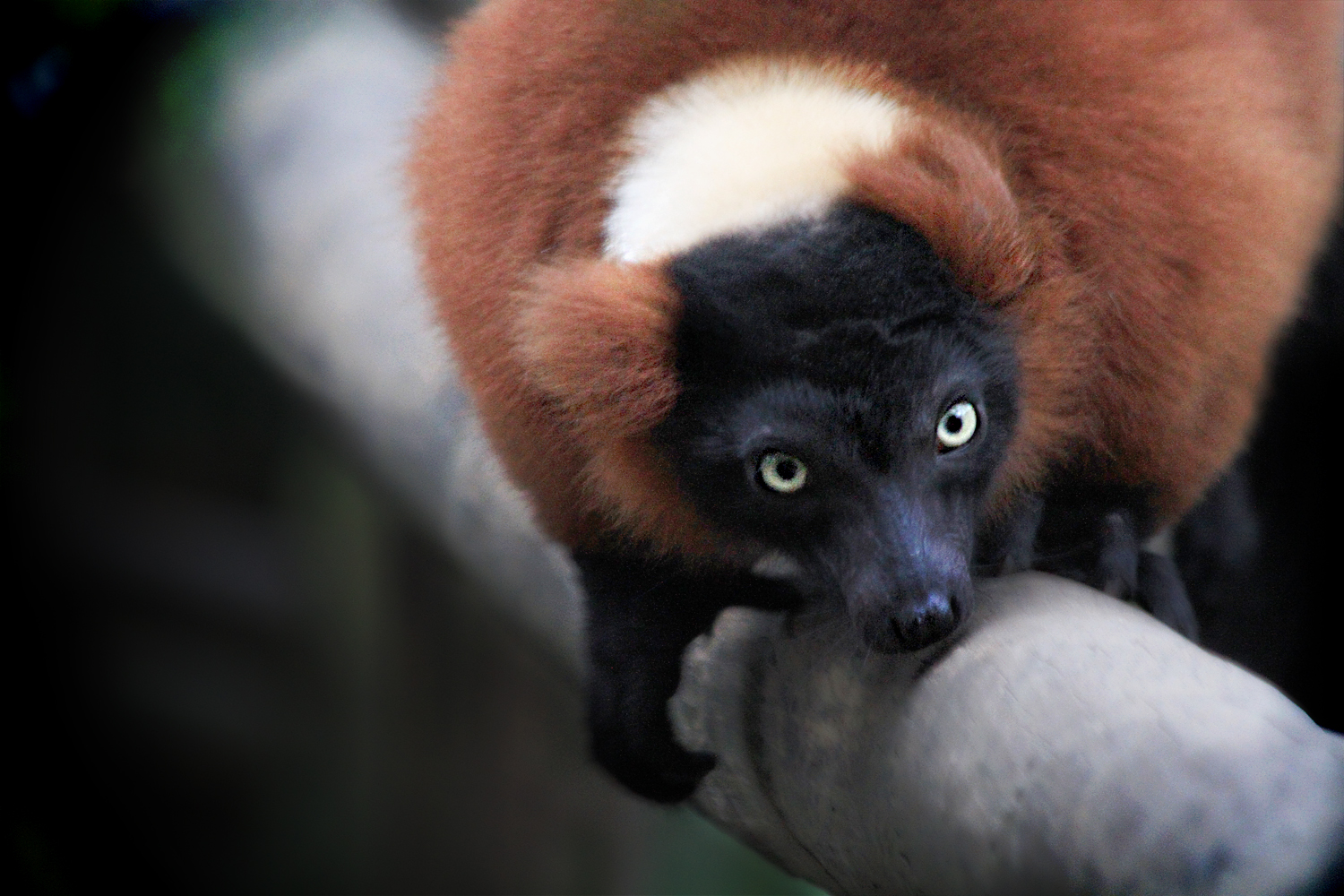
Roter Vari
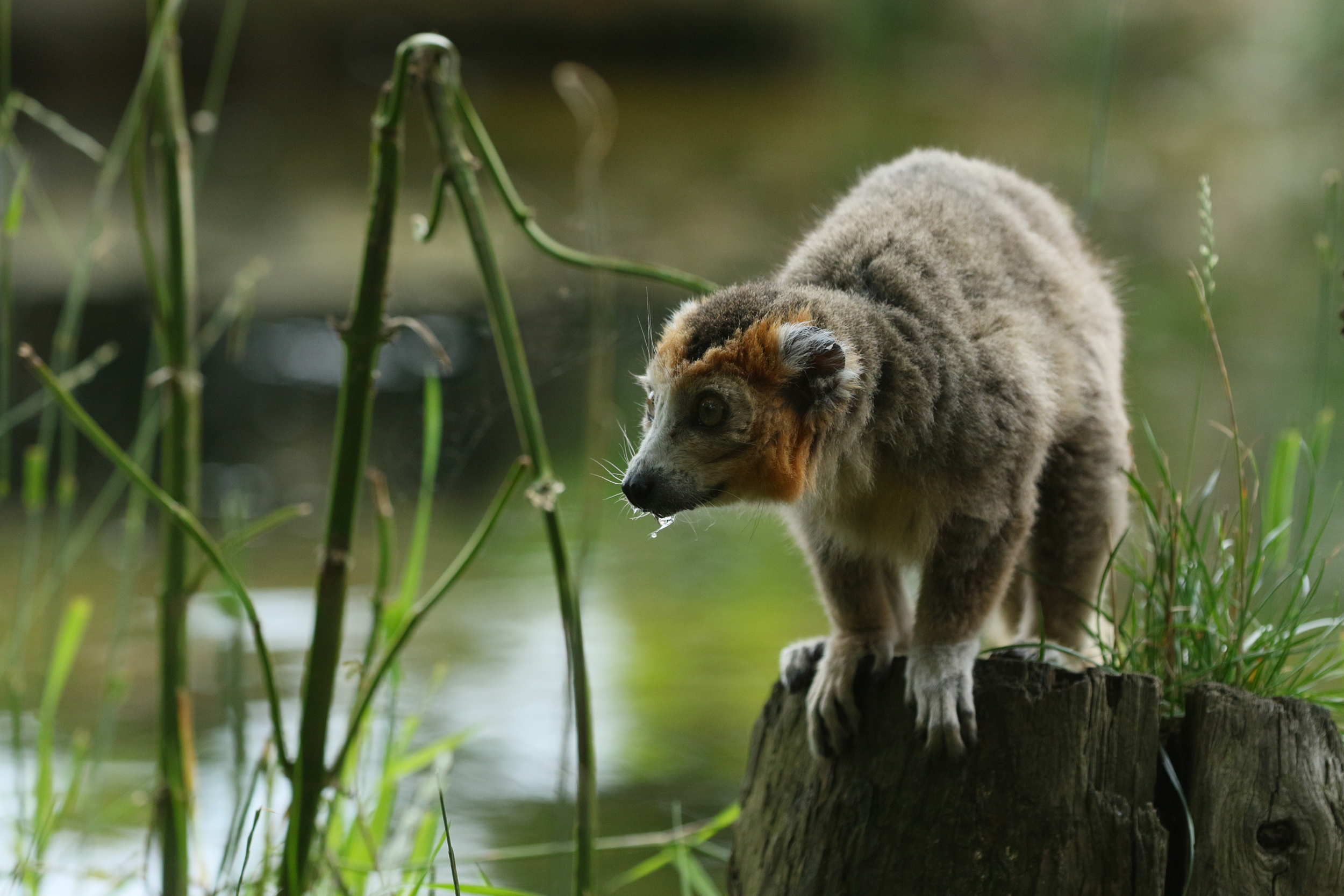
Kronenmaki
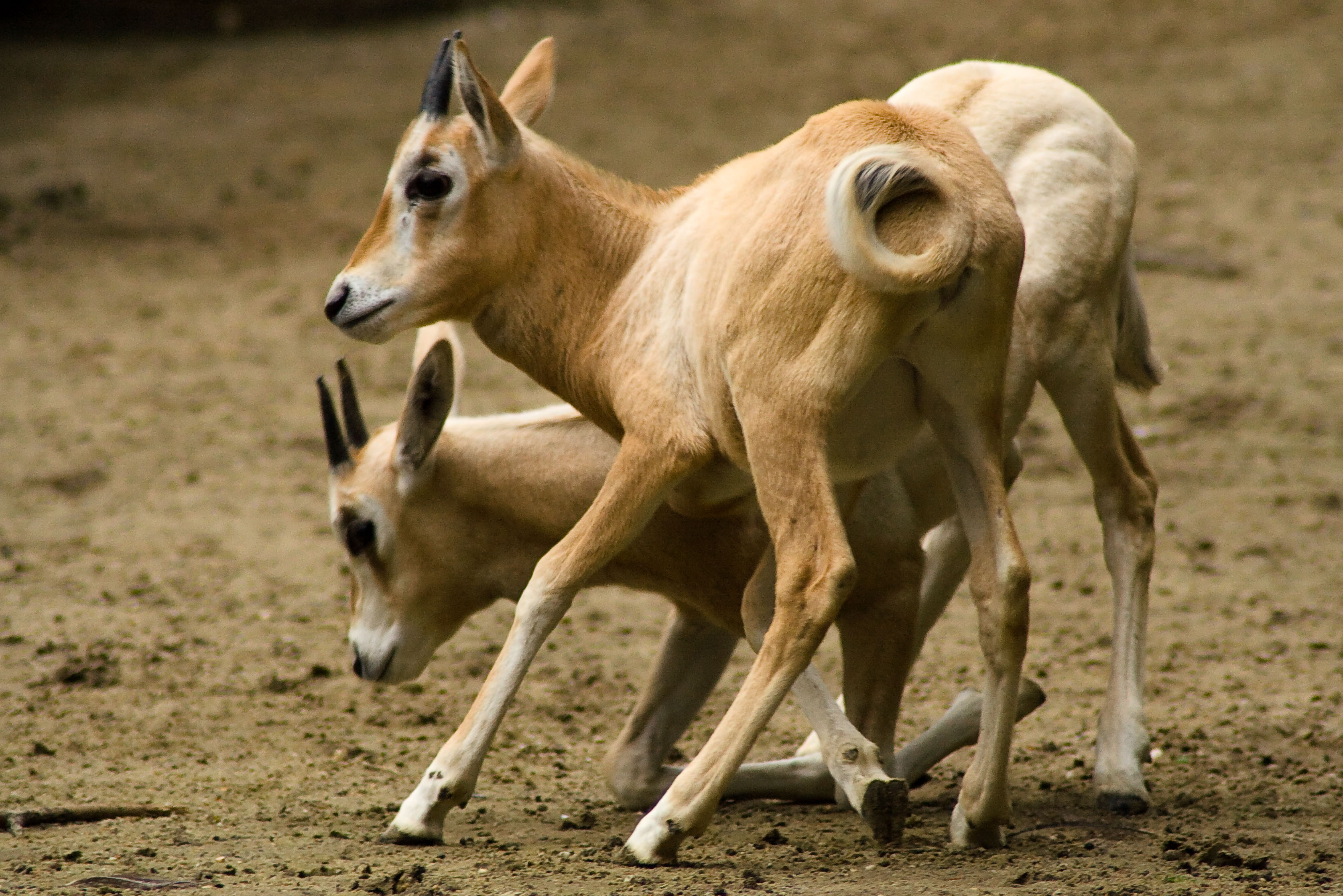
Säbelantilope, Jungtiere
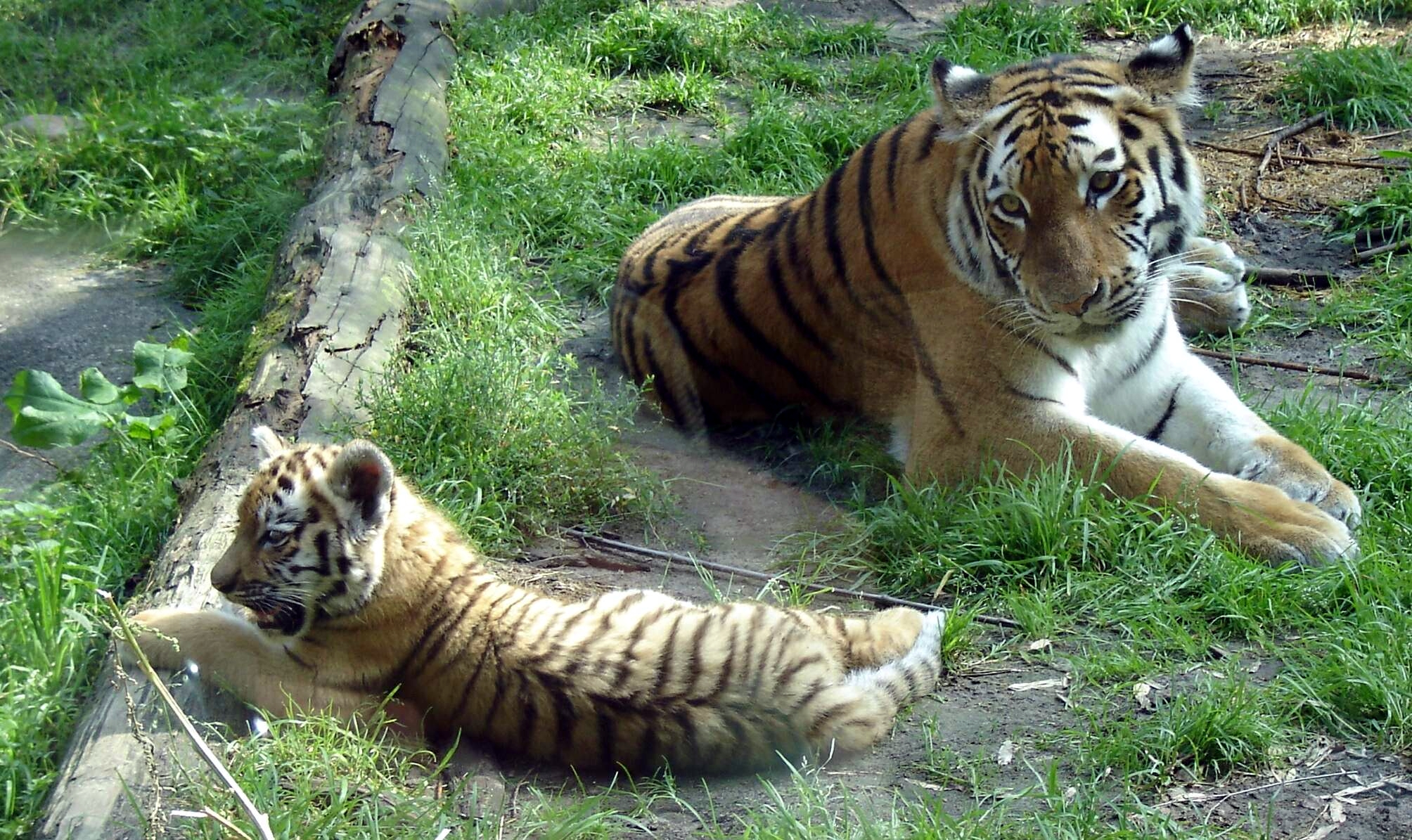
Sibirischer Tiger mit Jungtier
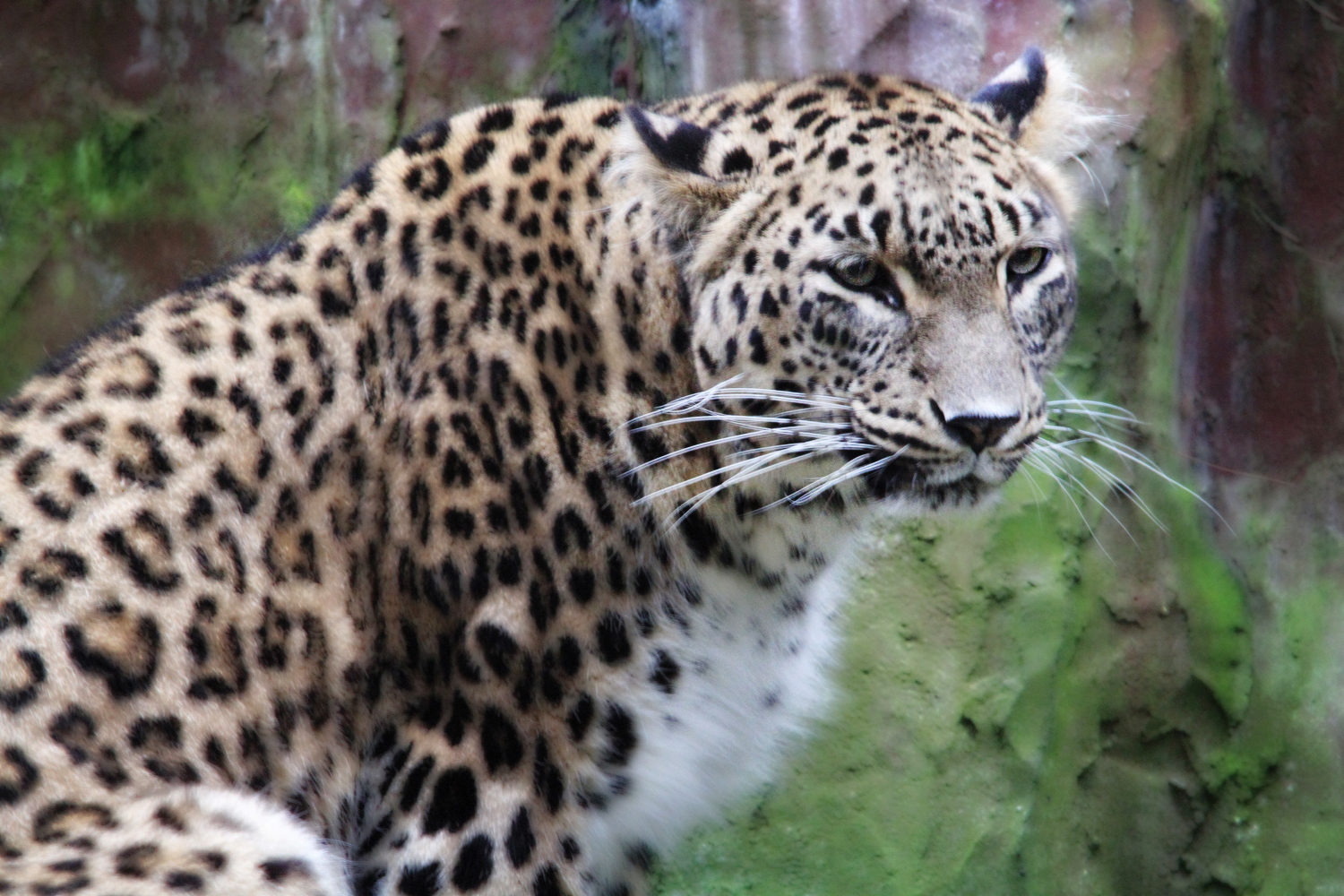
Persischer Leopard
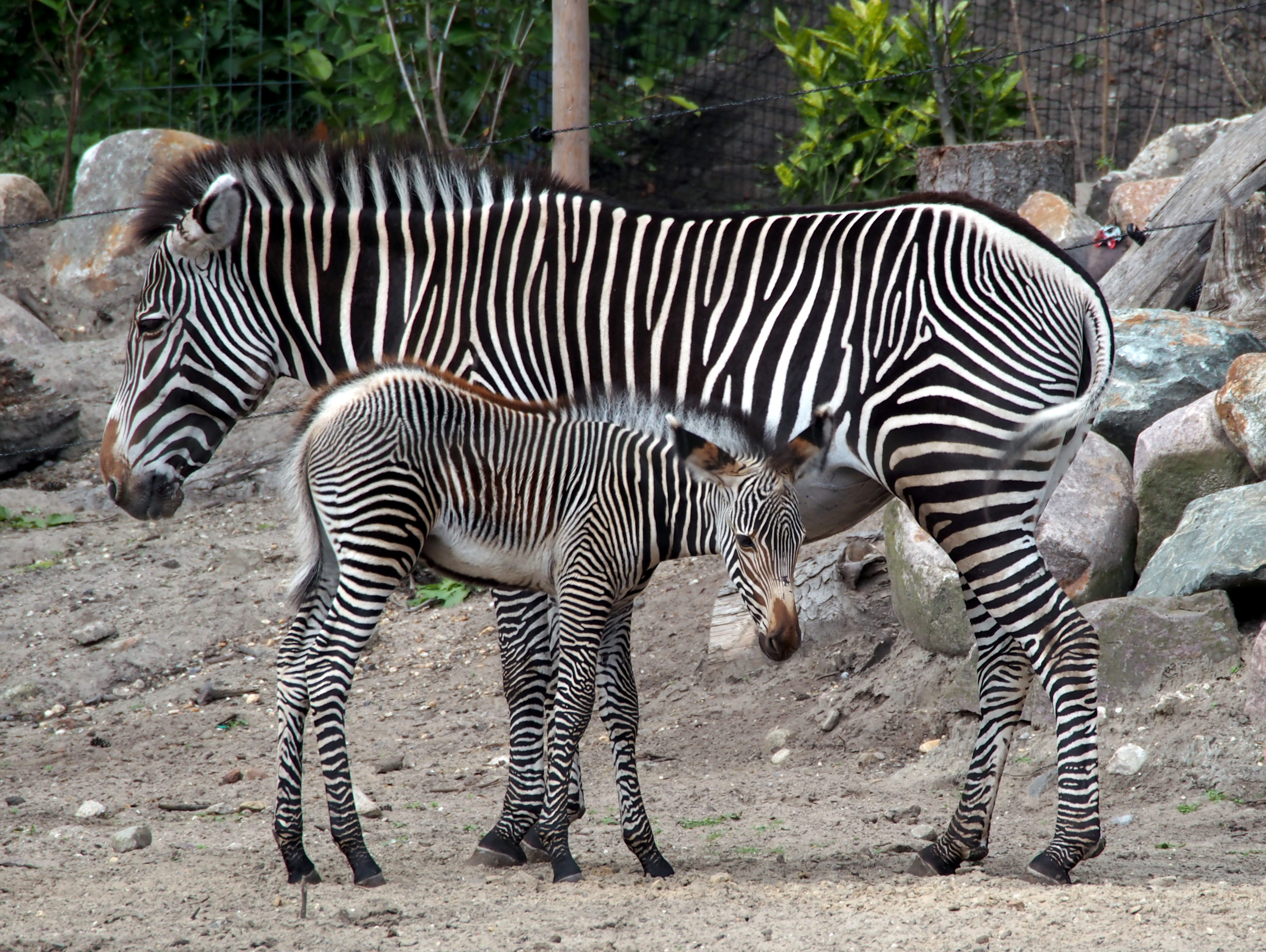
Grevyzebra mit Jungtier
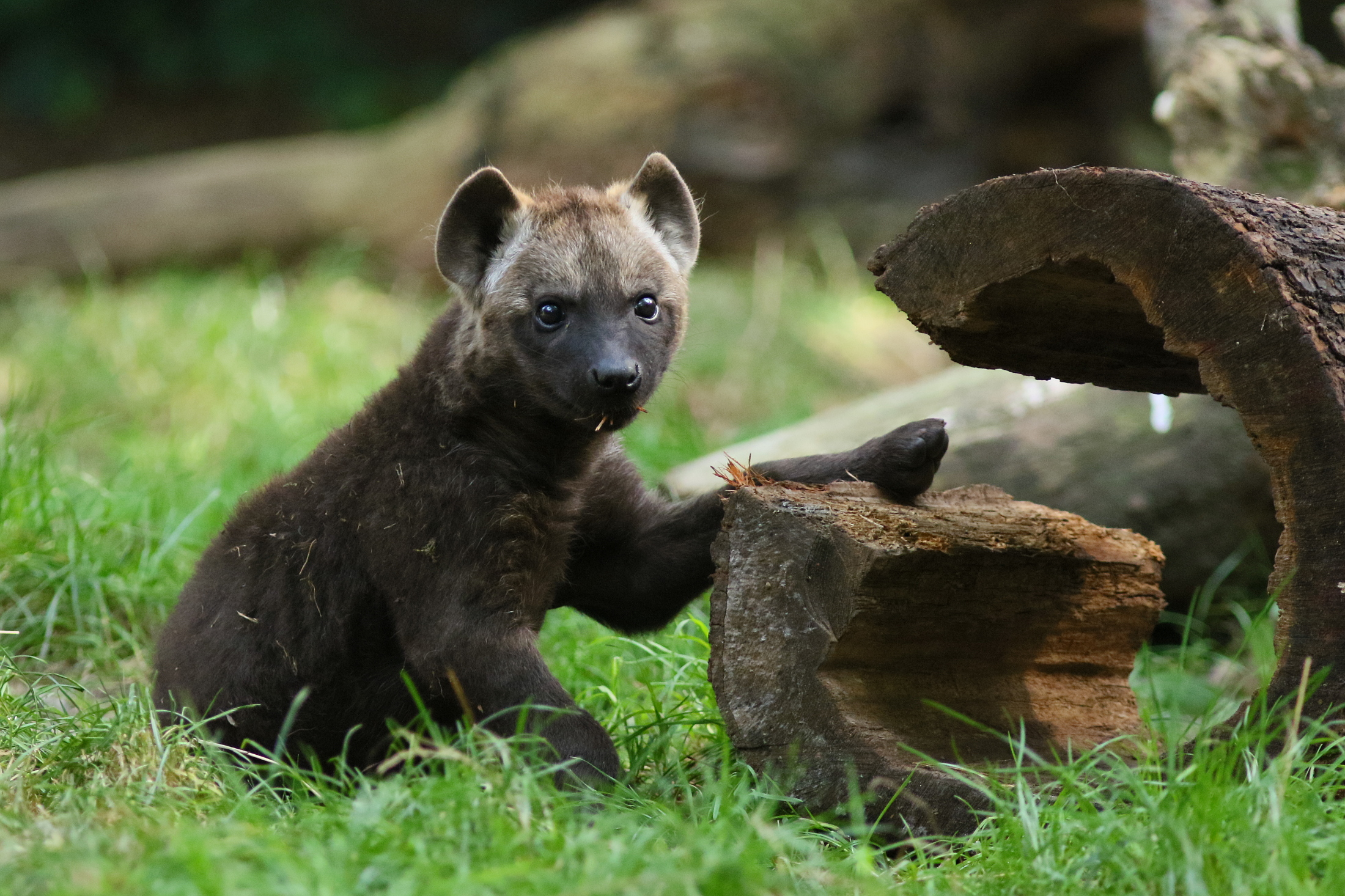
Tüpfelhyäne, Jungtier
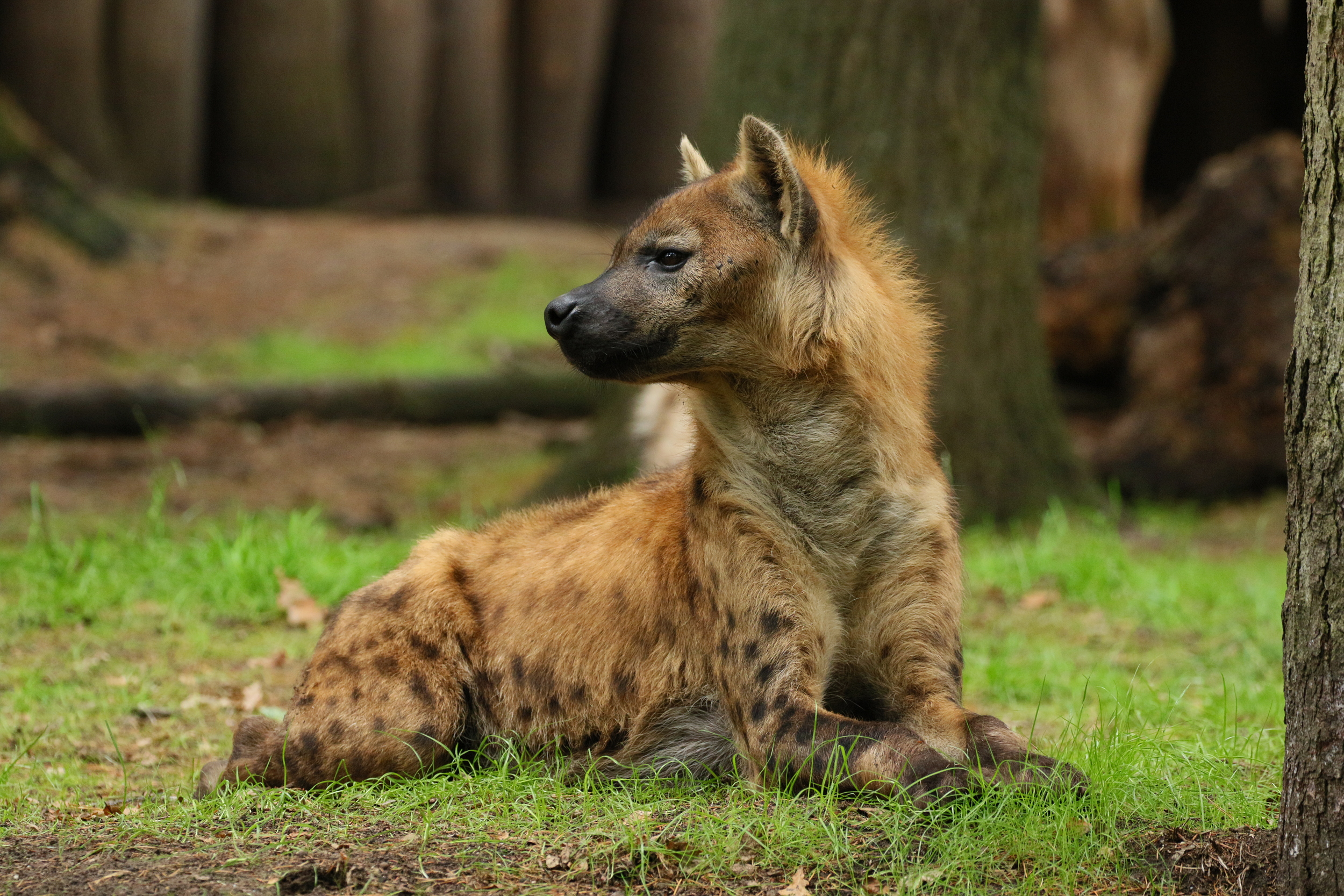
Tüpfelhyäne
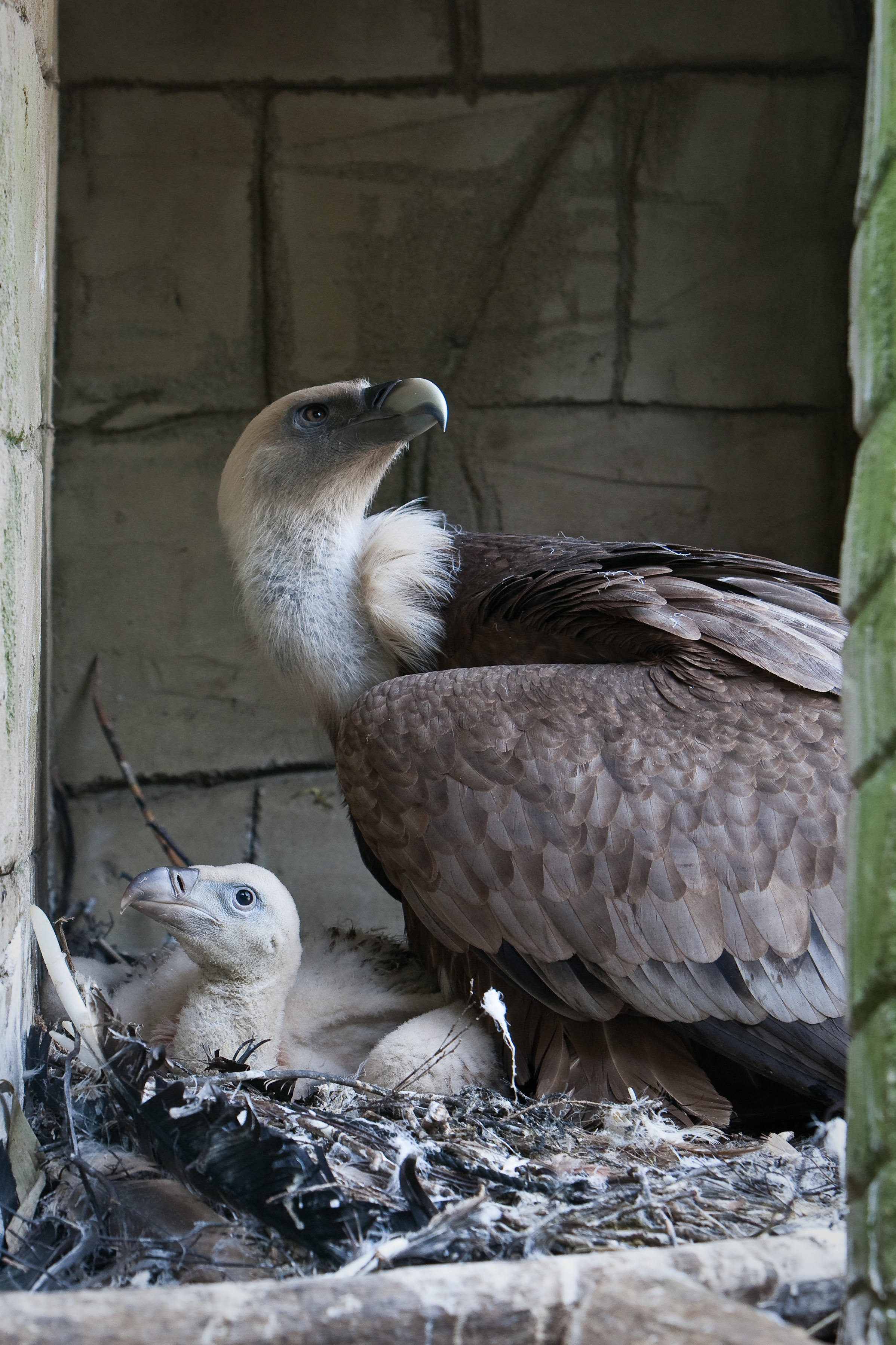
Gänsegeier mit Jungvogel